# التعليم الطبي في الأردن
يتضمن التعليم الطبي في الأردن الأنشطة التعليمية الخاصة بتقديم التعليم والتدريب للأطباء في الأردن، بدءاً من التدريب الابتدائي حتى الاختصاص والتأهيل لممارسة المهنة. توضح الفقرات والأقسام اللاحقة من هذه المقالة تاريخ التعليم الطبي في الأردن ووضعه الحالي، والخطوط العريضة للبنية التحتية ونظام القبول والمناهج الدراسية والأكاديمية الأردنية في كليات الطب.

## تاريخ التعليم الطبي في الأردن
بدأ التعليم الطبي الجامعي في الأردن عام 1972، وذلك بتأسيس أول كلية للطب في الجامعة الأردنية. وقد كان الطلب المتزايد على الدراسات الطبية الجامعية دافعاً لإنشاء المزيد من كليات الطب، فأنشأت الكلية الثانية في جامعة اليرموك في مدينة إربد عام 1984. بعد ذلك، تفرعت جامعة العلوم والتكنولوجيا الأردنية من جامعة اليرموك عام 1986، فانتقلت كلية الطب إليها. أما كلية الطب الثالثة فكانت في جامعة مؤتة في مدينة الكرك وأنشأت عام 2001. عام 2006، أنشأت كلية طب رابعة في المنطقة الوسطى من المملكة، تحديداً في الجامعة الهاشمية في الزرقاء. وفي عام 2013، بدأت جامعة اليرموك في استقبال طلاب الطب في كلية جديدة مستقلة.
يشار إلى أن جميع كليات الطب الفعالة في الأردن قد تأسست في جامعات حكومية، ولاحقا رخصت جامعات خاصة. هذا ويلعب خريجو كليات الطب الأردنية دوراً هاماً في تطوير نظام الرعاية الصحية في البلاد. علاوة على ذلك، فإن نظام التعليم الطبي الأردني يحظى بتقدير كبير في الشرق الأوسط ويلتحق به عدد من طلاب الطب من الدول العربية.
وضع البنك الدولي الأردن في المرتبة الأولى من حيث كفاءة خدمات الرعاية الصحية في المنطقة في مجال السياحة العلاجية، وهو من بين الدول الخمس الأوائل في هذا المجال.
| الجامعة                            | سنة تأسيس الجامعة | سنة تأسيس كلية الطب |
| ---------------------------------- | ----------------- | ------------------- |
| الجامعة الأردنية                   | 1962              | 1972                |
| جامعة العلوم والتكنولوجيا الأردنية | 1986              | 1984                |
| جامعة مؤتة                         | 1981              | 2001                |
| الجامعة الهاشمية                   | 1995              | 2006                |
| جامعة اليرموك                      | 1976              | 2013                |
| جامعة البلقاء التطبيقية            | 1997              | 2014                |